# Justicia californica
Justicia californica là một loài thực vật có hoa trong họ Ô rô. Loài này được (Benth.) D.N. Gibson mô tả khoa học đầu tiên năm 1972.

## Hình ảnh

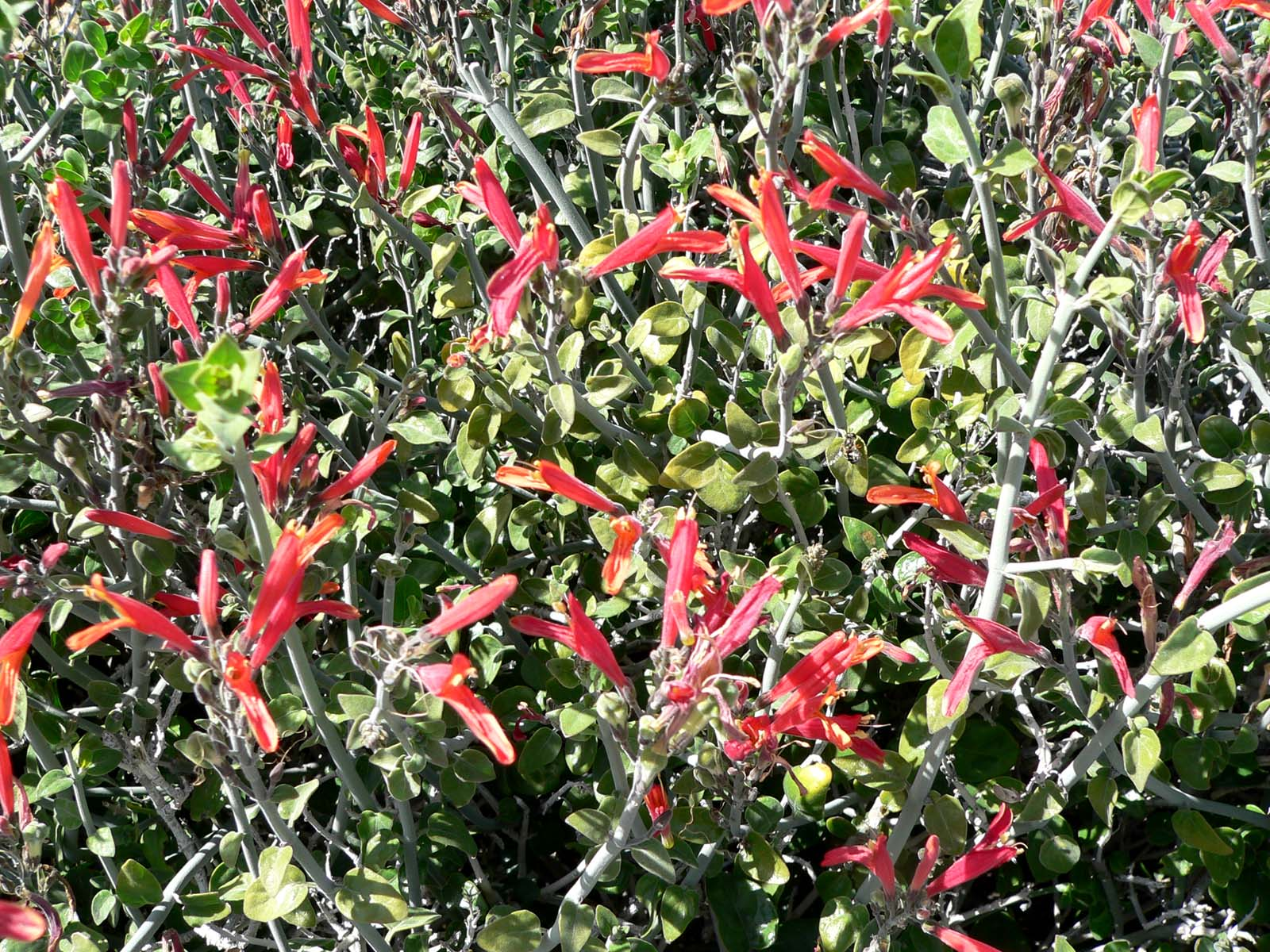
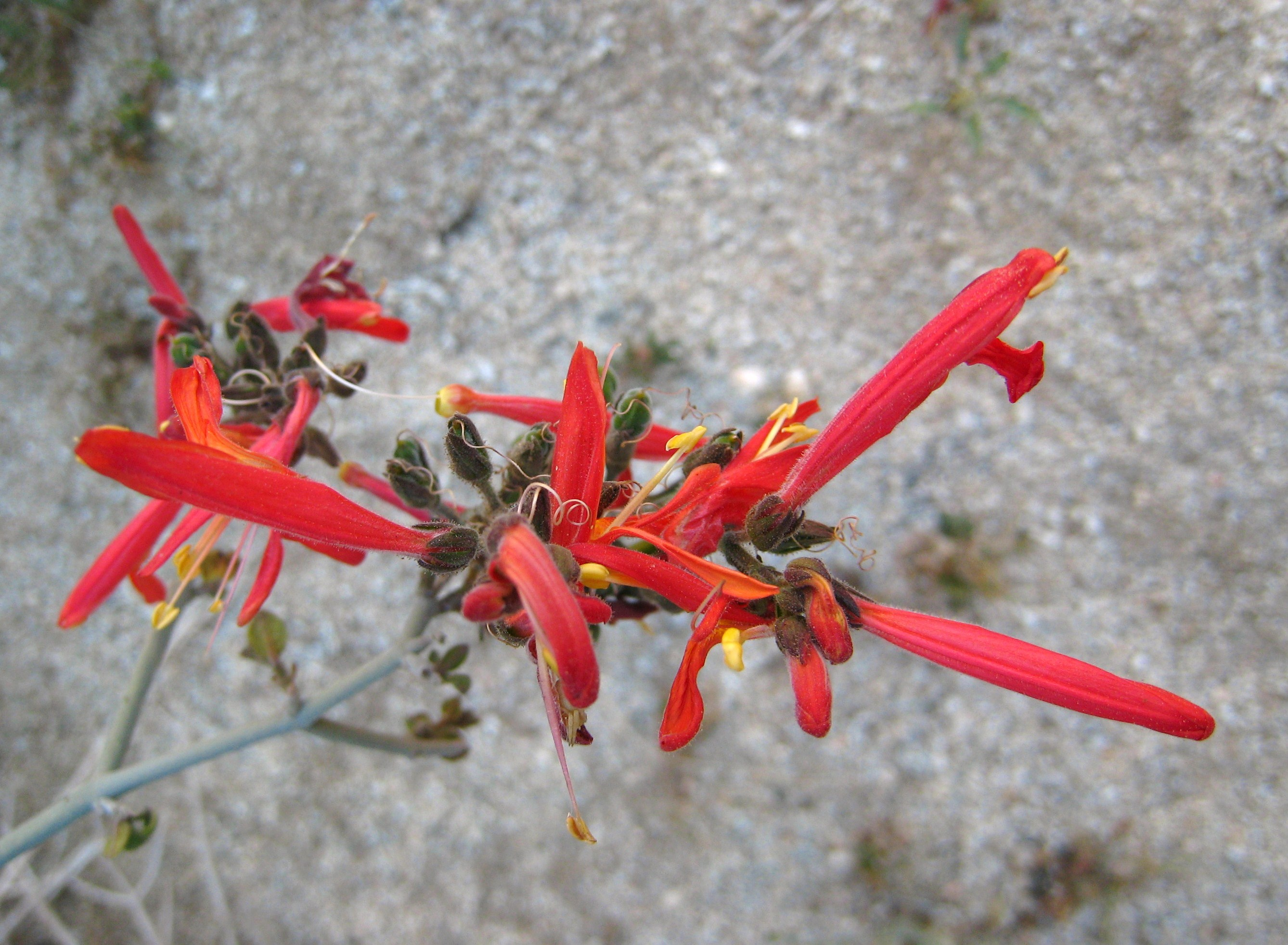
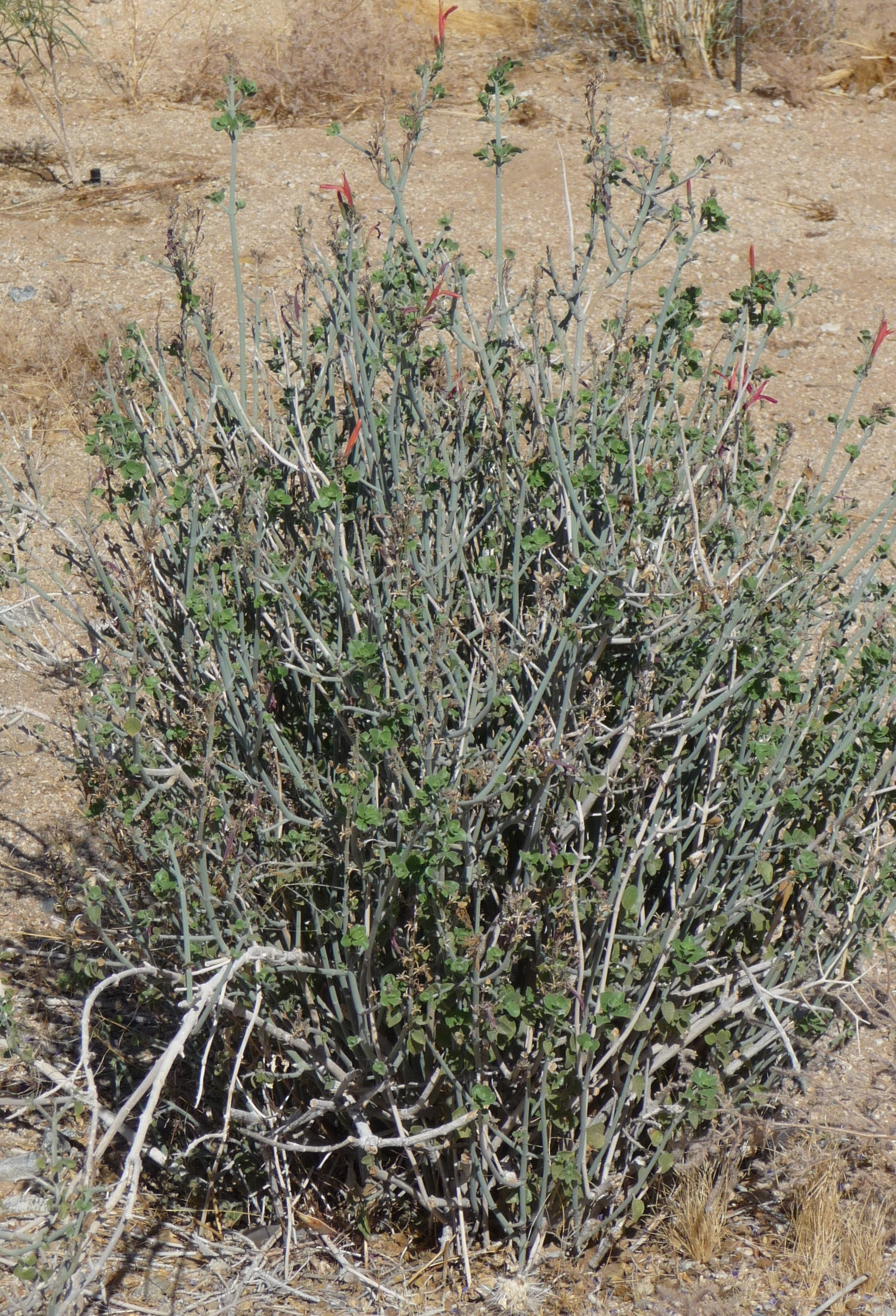
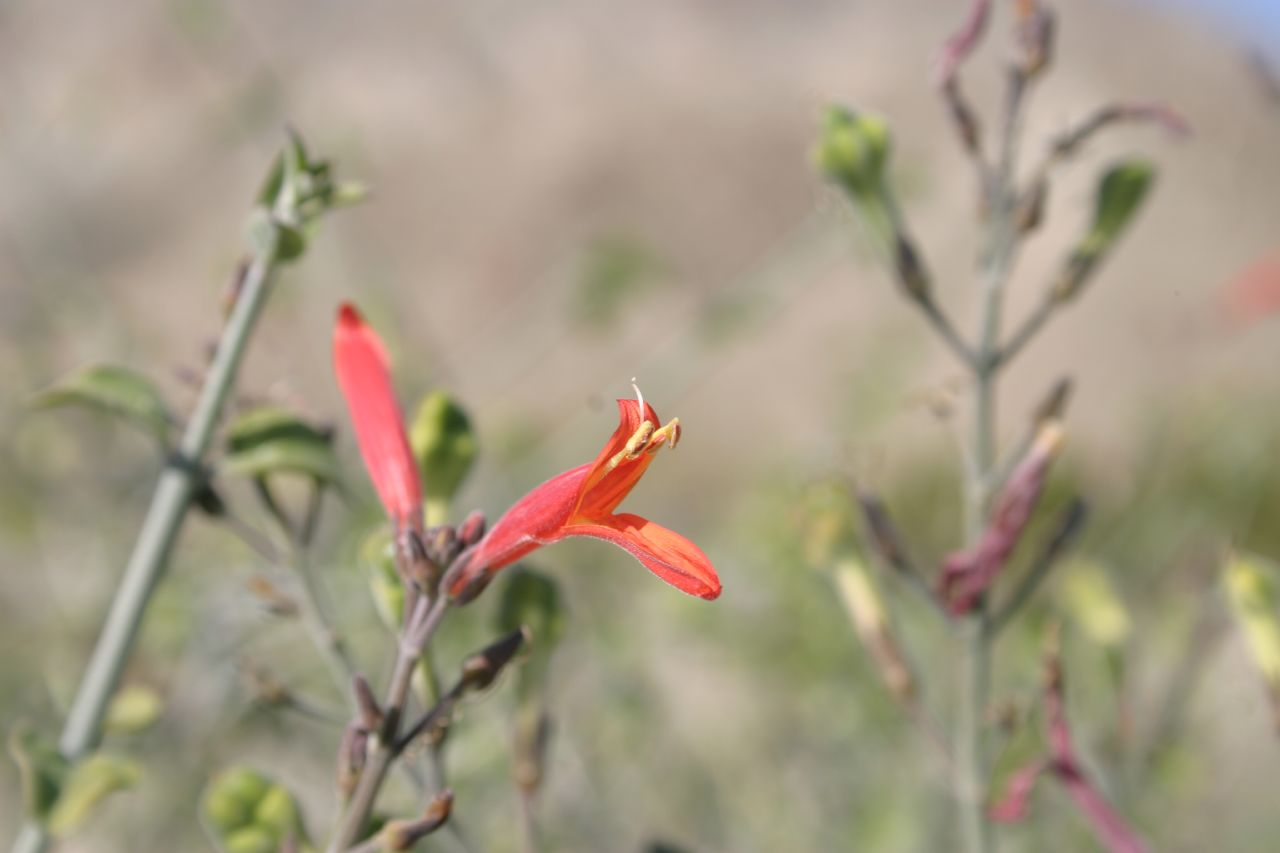